# EVAアニメータ
EVA アニメータ（EVA ANIMATER）は、シャープ株式会社が開発している動画を扱うための規格及びそれを制作する同社のソフトウェアやアニメーションフォーマットの名称。同社が1986年に出願した登録商標「EVA」が愛称である。また「EVA」はExtended Vector Animationの略。拡張子は.eva

## 概要
アニメーションの中のポイントとなる絵（キーフレーム）だけを、曲線や図形などのアウトライン形式で表現しておき、再生時に全ての絵を計算して表示する方式。データが非常に小さくデータ作成が簡単であるのが特徴である。
かつてシャープ製のパソコンには必ず搭載されていたが、最近のパソコンには、ほとんど搭載されていない。
一部、小中学生のアニメ制作の教育用ソフトとしており、コンテストも開催されている。
Adobe Flashとは互換性は一切無く、画像やサウンド（WAV,MIDI）を挿入する際は同ディレクトリにそれらのファイルを設置する必要があり、比較的初心者を意識した国産のWebオーサリングソフトである。
また、AVIやGIF映像形式に出力できる。
2016年時点で製品サポートは終了したが、9VAeきゅうべえという、EVAアニメータと互換性のあるフリーソフトの開発が現在も進んでいる。9VAeは、EVAアニメータのデータフォーマットと互換性を保ちながら、SVG入出力、APNG（動くLINEスタンプ）、連番の透過PNG出力、タイルエディタ、CSVファイルからのアニメキャスト制御、口パクといった新しい機能が追加されている。Yahoo知恵袋で9VAeのことを書くと、開発者の方が親切に答えてくれる。

## ソフトウェア
- EVAアニメータ V2　シャープ株式会社
- EVAアニメータ・スクール　日本文教出版株式会社）
- EVAアニメータキッズ（Windows版）　シャープ株式会社
- EVAアニメータキッズ for Macintosh　バーズコミュニケーション
- ネットアニメートEVA　株式会社ネット・ドゥ
- EVAアニメータキャンバス on Mebius　シャープ株式会社
- EVAアニメータキャンバス on MSN　 マイクロソフト MSN9 Premium

## 対応する機器
プラグインすることで対応する。
- Windows
- Macintosh

## E-アニメータ
E-アニメータは、シャープ独自の軽量でコンパクトなアニメーション技術。 E-アニメータ作成ソフトで作成したアニメーション。拡張子は.nva
EVAアニメータとは兄弟関係にあたり、技術として同様なつくりだが互換性はない。

### E-アニメータが対応する機器
- ボーダフォン携帯電話(J-SH04以降のSHシリーズ,V401SH,V601SH)
- シャープ携帯情報端末 Zaurus MI-E1
- シャープ Color fappy-i UX-W90CL
- E-アニメータ再生用ActiveXをインストールしたWindowsパソコン